# Церква святого рівноапостольського князя Володимира Великого (Переходи)
Церква святого рівноапостольського князя Володимира Великого в Переходах — культова споруда, православний парафіяльний храм (ПЦУ) у селі Переходи Чортківського району Тернопільської области.

## Історія церкви
На храмовий празник, 28 липня 2001 року, у день пам'яті святого рівноапостольного князя Володимира Великого, було освячено місце під майбутню церкву і закладено її фундамент. Великий внесок у будівництво зробили багато жителів села.
15 грудня 2018 року храм і парафія приєдналися до ПЦУ.
У селі розташовані три каплички, одна з яких — римсько-католицька Святого Яна, що знаходиться в металевій цистерні. Її було збудовано у 2002 році.

## Парохи
- о. Ярослав Ковальчук (від грудня 2005).